# Symfonie nr. 39 (Haydn)
Symfonie nr. 39 in g-mineur is een symfonie gecomponeerd door Joseph Haydn. Het jaar van compositie is onduidelijk; sommige bronnen houden het op 1768, anderen vermelden een jaar van 1765. Aangezien Haydn aan de lopende band componeerde is de exacte voltooiing niet altijd even duidelijk.
De 39e symfonie is een van de eerste symfonieën die Haydn in mineur componeerde. Waarschijnlijk was hij onder invloed van de kunstbeweging Sturm und Drang, die toen opgeld deed.  Kenmerkend voor de hele symfonie: de inzet van vier hoorns (twee in g, twee Bes) en de vele onverwachte generale pauzes. De symfonie is nog geen 4 maten ver of Haydn stopt ermee en lijkt zich vertwijfeld af te vragen, hoe hij nu verder moet. Enkele maten verder stopt Haydn weer en begint daarna eigenlijk van voor af aan, het lijkt erop dat de eerste maten een studie zijn geweest. In de rest van het deel wijkt Haydn regelmatig uit naar de parallel toonsoort Bes-majeur. De rest van de symfonie lijkt zo uit de pen te lopen, waarbij deel 4 afsluit in g-mineur.
De symfonie heeft invloed gehad op andere componisten, die ook in g-mineur gecomponeerd hebben, zoals Johann Baptist Vanhal, Johann Christian Bach (Opus 6, nr. 6) en Wolfgang Amadeus Mozarts 25e.

## Delen
1. Allegro assai
2. Andante (3/4 maat in Es-majeur)
3. Menuet (Bes-majeur)
4. Finale, Allegro di molto

### 1e deel: Allegro assai
g-mineur, 4/4-maat, 115 maten, monothematische Sonatevorm
Het begin van dit deel is in tweeërlei opzicht ongewoon: enerzijds begint het eerste thema (het hoofdthema, omdat er geen tweede thema is) zacht (piano) en niet zoals gebruikelijk was sterk (forte). Anderzijds volgt op de 4-matige voorzin niet onmiddellijk de nazin, maar een pauze van meer dan vier kwartnoten, zodat bij de luisteraar de indruk ontstaat dat de muziek wordt afgebroken. Zowel de voor- als nazin van het thema beginnen met een opmaat, en zijn zacht en met violen die de melodie brengen – in de nazin spelen zelfs slechts de violen zonder begeleiding. De markante voorzin bestaat uit een tweematig motief met viervoudige toonherhaling; in de nazin zijn naast de toonherhalingen ook grotere intervalsprongen (septiem, octaaf, none) alsmede voorhoudingen karakteristiek.
De voorzin wordt herhaald (maat 13 e.v.) en in variatie met een zestiendenloopje opwaarts verder voortgesponnen (maat 17 e.v.) zodat er naar Bes-majeur, c-mineur en Es-majeur wordt gemoduleerd. Vanaf maat 31 duikt een nieuw motief op, dat door zijn toonherhaling echter uit de voorzin van het hoofdthema afgeleid lijkt. Dit motief treedt afwisselend op tussen de viool, altviool, cello, contrabas en fagot. De luide klank van dit gedeelte wordt nog versterkt door meervoudig herhaalde kleine secundes in maat 38 en 39.
Ook het motief van de slotgroep (maat 40 e.v.) lijkt uit de toonherhaling te zijn afgeleid. De expositie eindigt in maat 50 en wordt eenmaal herhaald.
De doorwerking (maat 51-81) is ook op de voorzin van het hoofdthema gebaseerd. Na een modulatie over c-mineur en G-majeur volgt van maat 61 tot 67 een sectie in fortissimo met een nieuw motief (gebroken drieklanken opwaarts en neerwaarts en achtstenloopjes neerwaarts), dat als imitatie tussen de eerste en tweede violen wordt gespeeld. Daarna sluit weer het motief van de slotgroep aan (maat 68-73). Bij de volgende intrede van het hoofdthema (maat 74 e.v.) in Es-majeur weet de luisteraar niet of dit al de reprise moet voorstellen. Het thema breekt echter na de voorzin af, herhaalt deze voorzin eenmaal in f-mineur en dan nog eens in g-mineur. Daardoor ontstaat een serie opklimmende harmonieën Es-F-G, maar bij het luisteren door de dalende baslijn de indruk van een chromatische lijn neerwaarts.
Het begin van de reprise ziet men in maat 82 met de terugkeer van het hoofdthema in de Tonica g-klein. Na een voortspinning van de nazin in forte en unisono volgen twee verschijningen van de voorzin van het hoofdthema in d-mineur/D-majeur (met de septiem in de bas), dan de passage met het motief van maat 31 e.v. alsmede de slotgroep. De doorwerking en reprise worden in zijn geheel eenmaal herhaald.
Finscher (2000) spreekt bij dit deel van een „Zerrinnen der thematischen Periode in ein kleines Motivpartikel“ (uiteenvloeien van de thematische periode in een klein motiefdeeltje). Hij wijst op de verwantschap van het hoofdthema met dat van het eerste deel van het strijkkwartet in g-mineur KV 516 van Mozart.

### 2e deel: Andante
Es-majeur, 3/8-maat, 100 maten, vroege sonatevorm, enkel strijkers
Dit deel kenmerkt zich door triolen in de melodie van de violen (meest de eerste viool) en lopende achtsten in de bas.
Het eerste thema (eerder een motief dan een thema) beslaat 4 maten. Het is gebaseerd op een kleine 1-matige structuur, die tweemaal een hele toon lager herhaald wordt, en een eindigt met een slotwending. Aansluitend wordt het thema in een variatie met triolen nogmaals ten tonele gevoerd. Een korte overgangsgroep (maat 9-16) kent afwisseling tussen forte-voorslagfiguren en piano-triolen. De sectie van maat 17-22 zou men als tweede thema kunnen zien, echter is deze sectie met zijn tweematige weinig melodieuze structuren (forte-akkoorden en aansluitend piano-triolen) ook meer motivisch vormgegeven. Via een stijgende unisonopassage in het forte wordt in maat 26 de slotgroep bereikt, die ook vooral door triolen gekenmerkt wordt. De expositie eindigt in maat 30 en wordt eenmaal herhaald.
De doorwerking (maat 31-64) begint met een aarzelend oppakken van het eerste thema, dat dan vanaf maat 35 voortgesponnen wordt en moduleert. Het wordt slechts onderbroken door de uit maat 10 bekende forte-voorslagfiguren.
De reprise (maat 65 e.v.) is analoog aan de expositie gestructureerd. Een Coda eindigt het deel met de oplopende figuur van het eerste thema in pianissimo.

### 3e deel: Menuetto
g-mineur, 3/4-maat, met Trio (52 maten)
Het menuet met zijn chromatische, afgebakende melodiek en enige beklemtoonde voorhoudingen heeft een ongemakkelijk, duister karakter. Kenyon (1989) spreekt van „ein wenig kantigen Melodik.“ (een ietwat hoekige melodiek)
Daartegenover kent het meer dansante Trio in Bes-majeur met name door de melodie die door de blazers (hobo's en hoorns) wordt gespeeld en de ontbrekende chromatiek een veel meer stralende klankkleur.

### 4e deel: Finale. Allegro molto
g-mineur, 4/4-maat, 95 maten, monothematische sonatevorm
Net als in het eerste deel is ook de Finale in de hoofdvorm geschreven met slechts 1 thema. De melodie in de eerste violen heeft grote sprongen, waarbij de bas karakteristieke tussenvoegsels geeft van een gebroken dalend akkoord. De tweede violen en altviolen begeleiden met tremoli, de blazers (behalve de fagot) met liggende akkoorden. Vanaf maat 9 tot 13 volgt een passage met dalende loopjes, die structureel echter nog tot het hoofdthema kan worden gerekend.
In het vervolg van het deel worden meerdere motieven en frases aaneengeregen: op een sectie met zestiendenloopjes (maat 13-19) volgen trillerfiguren (maat 20-25), een aparte „springende“ basfiguur (maat 26-28). De slotgroep (maat 29 e.v., of - hoe men het bekijkt - maat 31 e.v.) bevat wederom zestiendenloopjes.
Aan het begin van de doorwerking spelen slechts de violen (de tweede viool begeleidt) in het piano een melodisch tweematig motief, dat gebaseerd is op een gebroken dalend akkoord. Daarbij werkt de eerste maat steeds vragend (dominant) en als opmaat naar de volgende maat. Het motief wordt stijgend als sequens voortgezet. Vanaf maat 48 zet dan het orkest als tutti forte in met de eerste maat van het hoofdthema, en vervolgt de muziek via c-mineur, C-majeur, A-majeur en d-mineur. Met het springende basmotief, een chromatische baslijn en cadensmelodiek eindigt de doorwerking in maat 69 met kwartnoten op de majeur-dominant van g-mineur: D-majeur.
De reprise (maat 70 e.v.) is net als de expositie gestructureerd, echter wordt het gedeelte met de zestiendenloopjes (zie maat 13 e.v.) en de springende basmotieven weggelaten.
Vanwege de grote intervallen, de dynamiek, de tremoli onder het hoofdthema en de af en toe virtuoze loopjes ontstaat een nogal wild karakter in dit deel. Finscher (2000) spreekt van een „dramatischen Ton“ (een dramatische toon).

## Samenstelling orkest
- 2 hobo's
- 4 hoorns
- 1e Viool, 2e viool, altviool, cello en contrabas

## Discografie
Velen hebben dit werk opgenomen waaronder:
- ECM Records; het München Kamerorkest o.l.v. Alexander Liebreich

- Bibliothèque nationale de France: cb13913296g (data)
- Library of Congress Control Number: no92006374
- MusicBrainz work: 1c9ebf9d-28dc-4059-a3fc-0b7cdee21e70
- Nationale Bibliotheek van Israël: 987007432962105171
- Virtual International Authority File: 292763720

1 · 2 · 3 · 4 · 5 · 6 (Le Matin) · 7 (Le Midi) · 8 (Le Soir) · 9 · 10 · 11 · 12 · 13 · 14 · 15 · 16 · 17 · 18 · 19 · 20 · 21 · 22 (De Filosoof) · 23 · 24 · 25 · 26 (Lamentatione) · 27 · 28 · 29 · 30 (Halleluja) · 31 (Hoornsignaal) · 32 · 33 · 34 · 35 · 36 · 37 · 38 (Echo) · 39 · 40 · 41 · 42 · 43 (Mercurius) · 44 (Treursymfonie) · 45 (Afscheidssymfonie) · 46 · 47 (Palindroom) · 48 (Maria Theresia) · 49 (La Passione) · 50 · 51 · 52 · 53 (L'Impériale) · 54 · 55 (De schoolmeester) · 56 · 57 · 58 · 59 (Vuursymfonie) · 60 (Il distratto) · 61 · 62 · 63 (La Roxelane) · 64 (Tempora mutantur) · 65 · 66 · 67 · 68 · 69 (Laudon) · 70 · 71 · 72 · 73 (La chasse) · 74 · 75 · 76 · 77 · 78 · 79 · 80 · 81

88 · 89 · 90 · 91 · 92 (Oxford)